# Tấn Ngạc hầu
Tấn Ngạc hầu (chữ Hán: 晉鄂侯, cai trị: 723 TCN – 718 TCN), tên thật Cơ Khích (姬郄), là vị vua thứ 14 của nước Tấn - chư hầu nhà Chu trong lịch sử Trung Quốc.
Tấn Ngạc hầu là con Tấn Hiếu hầu – vua thứ 13 nước Tấn. Năm 724 TCN, quý tộc chi thứ là Trang bá Thiện mang quân tấn công kinh đô nước Tấn là đất Dực, giết chết Tấn Hiếu hầu để tranh ngôi.
Khúc Ốc Trang Bá ở đất Dực ít lâu lại bị người nước Tấn đánh đuổi về Khúc Ốc và lập con Hiếu hầu là Cơ Khích làm vua, tức là Tấn Ngạc hầu.
Tấn Ngạc hầu không đủ khả năng dẹp lực lượng của chi thứ ở Khúc Ốc vốn luôn đe dọa ngôi vua của chi trưởng.
Năm 718 TCN, Tấn Ngạc hầu qua đời. Ông ở ngôi tất cả sáu năm. Trang bá Thiện lại nhân cơ hội đó mang quân tấn công đất Dực để tranh ngôi.